# Антон Иванович сердится
«Анто́н Ива́нович се́рдится» — советский чёрно-белый художественный полнометражный музыкальный комедийный фильм, поставленный на киностудии «Ленфильм» в 1941 году режиссёром Александром Ивановским.
Премьера фильма в СССР состоялась 29 августа 1941 года.

## Сюжет
Фильм начинается с органного концерта в зале Ленинградской академической капеллы.
Весна 1941 года. Профессор консерватории Антон Иванович Воронов, органист, фанатический приверженец классической музыки и непримиримый враг всего современного музыкального искусства, прекратил общение с коллегой, который видел в его дочери Симочке «будущую звезду оперетты». Антон Иванович узнаёт о том, что ухаживающий за Симой композитор Мухин пишет «какие-то фокстроты» для оперетты.
Он запрещает Симочке общаться с молодым композитором, но она втайне от отца соглашается петь в оперетте, написанной Мухиным и на ура принятой всей труппой театра оперетты, кроме местной примадонны Ядвиги, которая не могла спеть партию героини из-за не слишком широкого диапазона своего голоса.
Когда становится ясно, что Сима будет петь и помешать этому нельзя, Ядвига просит на премьере дирижёра транспонировать главную арию героини на три тона выше, мечтая, что Сима сорвёт голос. Но та берёт ми-бемоль третьей октавы. Антон Иванович, узнав об этой премьере от своего жильца, горе-композитора и халтурщика Керосинова (который работает над помпезной аранжировкой фольклорной песни «По улице ходила большая крокодила»), разболтавшего то, о чём его просила не рассказывать сестра Симы, лично присутствовал на триумфе дочери на сцене театра оперетты, вернувшись домой в состоянии, близком к сердечному приступу.
Антон Иванович засыпает и видит во сне своего кумира, Иоганна Себастьяна Баха, величайшего композитора всех времен. Бах со смехом говорит Антону Ивановичу, что писать так любимые им хоралы — величайшая скука, а его мечтой было написать оперетту, в сюжете которой герцог встретил на лугу прелестную пастушку. И твёрдо заявляет Антону Ивановичу, что тот упрям, как осёл.
После такого сна Антон Иванович смиряется с выбором Симочки, как с её репертуаром, так и с женихом и принимает участие как органист в премьере новой оратории Мухина, посвящённой победе труда и социализма.

## В ролях
- Николай Коновалов — Антон Иванович Воронов, профессор
- Людмила Целиковская — Сима, его дочь
- Павел Кадочников — Алексей Мухин, композитор
- Татьяна Кондракова — Дина, старшая дочь Воронова
- Тамара Глебова — Наталия Михайловна, жена Воронова
- Тамара Павлоцкая — Ядвига Валентиновна Холодецкая, примадонна Музкомедии
- Александр Орлов — Яков Григорьевич Кибрик, комик Музкомедии
- Сергей Мартинсон — Керосинов, композитор
- Виталий Кильчевский — Ролландов, тенор
- Анатолий Королькевич — Скворешников, режиссёр Музкомедии
- Владимир Гардин — Иоганн Себастьян Бах
- Анатолий Нелидов — профессор консерватории по вокалу (в титрах не указан)

## Съёмочная группа
- Художественный руководитель студии — Фридрих Эрмлер
- Авторы сценария — Евгений Петров, Георгий Мунблит
- Режиссёр — Александр Ивановский
- 2-й режиссёр — Карл Гаккель
- Оператор — Евгений Шапиро
- Композитор — Дмитрий Кабалевский
- Художник, автор эскизов — Семён Мандель
- Художник — Абрам Векслер
- Директор картины — Ефим Хаютин
- Звукооператор — Игорь Дмитриев
- Костюмы — Лидия Шильдкнехт
- Текст песен — Всеволод Рождественский

## Мнения о фильме
«Избрав водевильный сюжет, насыщенный недоразумениями, любовными перипетиями, смешными коллизиями, создатели фильма нашли выход из спора: не музыка Баха конкурирует с „Весенней песней“, но шутливая тирада классика, явившегося во сне профессору консерватории Антону Ивановичу Воронову, открывает дорогу плюрализму, дозволяет желанное разнообразие. Успех картины во многом был предопределен дебютом замечательной актрисы Людмилы Васильевны Целиковской».
— киновед Ирина Шилова («Мнения», М., N1—89)
А. Стоянов в журнале «Искусство кино» выделял «свежее и живое исполнение молодыми актёрами — особенно Л. Целиковской — музыкально-разговорных эпизодов и вдумчивый, доброкачественный отбор музыкального материала».
Кинокритик Ростислав Юренев отмечал, что несложность идеи фильма «искупалась ясностью и определённостью её выражения, а также весёлостью характеристики положительных героев и хлёстким обличением обывателей и музыкантов-формалистов».

Н. Коновалов играл профессора консерватории Антона Ивановича, который сердился на то, что его дочь влюбилась в композитора лёгкого жанра… Артист легко и остроумно рисовал и гнев, и трогательную преданность своего героя музыке Баха. Его дочь легко и забавно играла Л. Целиковская… П. Кадочников смешно, но без нажима сыграл милого, одаренного и, конечно, рассеянного композитора. Основной же удачей фильма был образ композитора Керосинова… в исполнении Сергея Мартинсона…
— киновед Ростислав Юренев («Советская кинокомедия», 1964, с. 307)
Киновед Ромил Соболев назвал музыкальную комедию «Антон Иванович сердится» «прозрачной и милой».

## Музыкальные произведения, звучащие в фильме
- Шарль Гуно, опера «Ромео и Джульетта» — Ария Джульетты.
- Людвиг Ван Бетховен — «Застольная песня».
- «По улице ходила большая крокодила» (уличная песенка, возникшая в предреволюционное время в люмпенской среде[источник не указан 3367 дней] и исполнявшаяся на музыку марша Льва Чернецкого «Дни нашей жизни»).
- Иоганн Себастиан Бах — Пассакалия до-минор для органа.
- Георг Фридрих Гендель — опера «Ринальдо», ария Альмирены «Lascia ch'io pianga»
- Жан Жильбер. Каскадный дуэт из оперетты «Король комедиантов»
- Имре Кальман. Ария Марицы из одноимённой оперетты. Припев из неё Ядвига Валентиновна поет со словами «Чулок со стрелкой, каблук высокий…»

## Факты
- Все вокальные номера, которые пела Симочка, исполнила певица Дебора Пантофель-Нечецкая, которая не указана в титрах.
- Драматический пик картины — транспонирование музыкантами оркестра арии певицы на три тона выше по просьбе дирижёра непосредственно перед исполнением вполне мог быть в реальной жизни, такое случалось и случается довольно часто. Перетранспонировать номер занимает несколько минут, и расписать партии для оркестра тоже. В знаменитом фильме «Поющие под дождём» дирижер спрашивает певицу об отправной ноте тональности прямо перед исполнением. То есть весь оркестр, кроме ударных, играл в нужной тональности прямо на ходу.
- Фильм вышел в 1941 г., накануне войны. Афишами фильма в 1941 г. были заклеены тумбы в Ленинграде. Во время блокады было не до того, чтобы их срывать, в результате афиши провисели до конца войны и стали одним из её атрибутов. Многие хронисты, находившиеся в это время в блокированном городе, вспоминали о них.

«У нас, в Ленинграде, перед самой войной должна была пойти музыкальная кинокомедия под таким названием, и потому почти к каждому фонарному столбу прикреплена была довольно крупная фанерная доска, на которой большими цветастыми буквами было написано: „Антон Иванович сердится“. Больше ничего не было написано. Кинокомедию мы посмотреть не успели, не успели снять в первые дни войны и эти афиши. Так они и остались под потушенными фонарями до конца блокады.
И тот, кто шёл по Невскому, сколько бы раз ни поднимал глаза, всегда видел эти афиши, которые, по мере того как развертывалась война, штурм, блокада и бедствие города, превращались в некое предупреждение, напоминающее громкий упрёк: „А ведь Антон Иванович сердится!“ И в представлении нашем возник какой-то реальный, живой человек, очень добрый, не все понимающий, ужасно желающий людям счастья и по-доброму, с болью сердившийся на людей за все те ненужные, нелепые и страшные страдания, которым они себя зачем-то подвергли».
- Один из многих советских фильмов, который демонстрировался в кинотеатрах во время Великой Отечественной войны[7]